# Torneo Apertura 2019 (Venezuela)
El Torneo Apertura 2019 fue el primero de los dos torneos de la temporada 2019 en la primera división del fútbol venezolano.
Para esta temporada la liga fue expandida a 20 equipos.

## Sistema de competición
El torneo se juega con el formato todos contra todos en una rueda de 19 fechas, en los que participan veinte equipos.  Los mejores ocho de la primera ronda clasifican a una liguilla, con enfrentamientos de ida y vuelta, para definir al Campeón. Los campeones de los dos torneos (Apertura y Clausura) se enfrentan en una final a partidos de ida y vuelta para definir al Campeón Nacional quien se lleva el título de liga es decir, la estrella de la temporada.
El equipo campeón del Torneo Apertura 2019 clasifica para la Copa Libertadores 2020 y el subcampeón clasifica para la Copa Sudamericana 2020.
Todo lo concerniente a empate de puntos al finalizar el torneo entre dos clubes, se dilucidará en favor del club que ganó el encuentro jugado entre ambos; y de haber un empate en el enfrentamiento, en favor del club que tenga mejor diferencia de goles a favor. Si persiste, se tomará en cuenta quien haya marcado más goles a favor; Si el empate es entre tres o más clubes, se define en favor del club que tenga más puntos obtenidos solo entre los cruces de los clubes involucrados.

## Información
| Equipo                                    | Municipio      | Entrenador          | Estadio                       | Capacidad | Marca                | Patrocinador (1.º)                 | Patrocinador (2.º)                                                                                            |
| ----------------------------------------- | -------------- | ------------------- | ----------------------------- | --------- | -------------------- | ---------------------------------- | --- |
| Academia Puerto Cabello                   | Puerto Cabello | Carlos Maldonado    | Complejo Deportivo Socialista | 7.000     | Uhlsport             | Alcaldía de Puerto Cabello         | |
| Aragua F.C.                               | Maracay        | Enrique García      | Hermanos Ghersi               | 16.000    | Saeta                | Gobierno Bolivariano de Aragua     | Eurobuilding / TeleAragua/Meridiano                                                                           |
| A.C. Deportivo Lara                       | Cabudare       | Leonardo González   | Metropolitano de Cabudare     | 45.312    | Uhlsport             | SoloDeportes                       | / Alimex |
| A.C. Lala FC                              | Ciudad Guayana | Delvalle Rojas      | CTE Cachamay                  | 41.600    | Bandera de Venezuela |                                    | / |
| A.C.C.D. Mineros de Guayana               | Ciudad Guayana | Horacio Matuszyczk  | CTE Cachamay                  | 41.600    | Sport Jugados        | Gobernación de Bolívar             | / DirecTV / Pepsi / Traki / Inter                                                                             |
| Atlético Venezuela C.F.                   | Caracas        | Jaime de la Pava    | José Antonio Anzoátegui       | 5.000     | Givova               | GUUAO                              | / Gatorade |
| Carabobo F.C.                             | Valencia       | Jhonny Ferreira     | Rafael Pinto                  | 10.000    | Adidas               | Gobierno Bolivariano de Carabobo   | - |
| Caracas F.C.                              | Caracas        | Noel Sanvicente     | Olímpico de la UCV            | 24.900    | RS                   | Maltín Polar                       | / |
| Deportivo Anzoátegui S.C.                 | Puerto La Cruz | Juvencio Betancourt | José Antonio Anzoátegui       | 40.000    | Academia SportWear   | Gobierno Bolivariano de Anzoategui | Rutaca Airlines / Venezolana                                                                                  |
| Deportivo La Guaira F.C.                  | La Guaira      | Daniel Farías       | Olímpico de la UCV            | 24.900    | Adidas               | Traki                              | ONA |
| Deportivo Táchira F.C.                    | San Cristóbal  | Juan Tolisano       | Pueblo Nuevo                  | 38.755    | Uhlsport             | JHS Grupo                          | Maltín Polar / DirecTV / Kino Táchira                                                                         |
| Estudiantes de Mérida F.C.                | Mérida         | Martín Brignani     | Metropolitano de Mérida       | 42.200    | Ulter Sport          | Arant - Supplies                   | |
| Estudiantes de Caracas                    | Caracas        | Daniel de Oliveira  | Hermanos Ghersi               | 10.000    | Beethoven Sport      | Maltíin Polar - Pirámide Seguros   | / Beethoven Clothing Fashion / Maltín Polar / Grupo MULTIMARCA / Eagle Burgmann                               |
| Llaneros de Guanare                       | Guanare        | Julio Quintero      | Rafael Pinto                  | 10.000    | Celsa                | Helados Gerelatti                  | Calsa / Suave Granja / Docasa                                                                                 |
| Metropolitanos F.C.                       | Caracas        | José María Morr     | Universidad Santa María       | 3.000     | Joma                 |                                    | ONA/Banco Fondo Común                                                                                         |
| Monagas S.C.                              | Maturín        | José Manuel Rey     | Monumental de Maturín         | 51.796    | RS                   | Gobernación de Monagas             | / Samsung |
| Portuguesa F.C.                           | Araure         | José Parada         | José Antonio Páez             | 14.000    | Mundo Creativo       | AsoPortuguesa                      | ALIVENSA / Alimentos Mary / Arroz Santoni / Doña Emilia / Agrícola A y B / Gobierno Bolivariano de Portuguesa |
| Trujillanos F.C.                          | Valera         | Jesús Valiente      | Estadio José Alberto Pérez    | 26.000    | Mundo Creativo       |                                    | Trujillo Potencia Deportiva                                                                                   |
| Zamora F.C.                               | Barinas        | Alí Cañas           | Agustín Tovar                 | 24.396    | Uhlsport             |                                    | / Domosa |
| Zulia F.C.                                | Maracaibo      | Francesco Stifano   | José Encarnación Romero       | 45.000    | Uhlsport             | CAFA Group                         | Gobernación Bolivariana del Zulia /                                                                           |
| Datos actualizados el 14 de enero de 2019 |                |                     |                               |           |                      |                                    | |

### Cambios de entrenadores
| Equipo                  | Entrenador (jornadas)                           |
| ----------------------- | ----------------------------------------------- |
| Academia Puerto Cabello | Pedro Depablos (1-4) Carlos Maldonado (5-)      |
| Deportivo Táchira       | Giovanni Pérez (1-6) Juan Tolisano (7-)         |
| Trujillanos F. C.       | Nabor Gavidia (1-9) Jesús Valiente (10- )       |
| Deportivo Anzoátegui    | Yoimer Segovia (1-10) Juvencio Betancourt (11-) |
| Portuguesa F.C.         | Jobanny Rivero (1-13) José Parada (14-)         |

### Estadios
| | Estadio Metropolitano de Cabudare                                                                   |                                                                                               |
| Monumental de Maturín Ciudad: Maturín Capacidad: 51.796 Club: Monagas S.C.                                                   | Estadio Metropolitano de Cabudare Ciudad: Cabudare Capacidad: 45.312 Club: A.C. Deportivo Lara      | Estadio Metropolitano de Mérida Ciudad: Mérida Capacidad: 42,200 Club: Estudiantes de Mérida  |
| | |                                                                                               |
| Estadio Cachamay Ciudad: Ciudad Guayana Capacidad: 41,600 Club: Mineros de Guayana, A.C. Lala F.C.                           | Estadio José Encarnación Romero Ciudad: Maracaibo Capacidad: 45,000 Club: Zulia F.C.                | Polideportivo de Pueblo Nuevo Ciudad: San Cristóbal Capacidad: 38,755 Club: Deportivo Táchira |
| | |                                                                                               |
| Estadio José Antonio Anzoátegui Ciudad: Puerto La Cruz Capacidad: 37,485 Club: Deportivo Anzoategui, Atlético Venezuela C.F. | Estadio Agustín Tovar Ciudad: Barinas Capacidad: 24,396 Club: Zamora F.C.                           | Estadio José Alberto Pérez Ciudad: Valera Capacidad: 25,000 Club: Trujillanos F.C.            |
| | |                                                                                               |
| Estadio Olímpico de la UCV Ciudad: Caracas Capacidad: 24,900 Club: Caracas F.C., Deportivo La Guaira, Metropolitanos F.C.    | Hermanos Ghersi Ciudad: Maracay Capacidad: 16,000 Club: Aragua F.C., Estudiantes de Caracas         | Estadio José Antonio Páez Ciudad: Acarigua Capacidad: 14,000 Club: Portuguesa F.C.            |
| | |                                                                                               |
| Estadio Rafael Calles Pinto Ciudad: Guanare Capacidad: 10,000 Club: Llaneros de Guanare, Carabobo F.C.                       | Complejo Deportivo Socialista Ciudad: Puerto Cabello Capacidad: 7,000 Club: Academia Puerto Cabello |                                                                                               |

### Equipos por región
| Región          | N.º | Equipos                                                                                            |
| --------------- | --- | -------------------------------------------------------------------------------------------------- |
| Capital         | 5   | Atlético Venezuela, Caracas F.C., Deportivo La Guaira, Metropolitanos F.C., Estudiantes de Caracas |
| Los Andes       | 4   | Estudiantes de Mérida, Deportivo Táchira, Trujillanos F.C., Zamora F.C.                            |
| Central         | 3   | Aragua F.C., Carabobo F.C., Academia Puerto Cabello                                                |
| Centroccidental | 3   | AC Deportivo Lara, Llaneros de Guanare, Portuguesa F.C.                                            |
| Guayana         | 2   | Mineros de Guayana, A.C. Lala F.C.                                                                 |
| Nor-Oriental    | 2   | Deportivo Anzoátegui, Monagas S.C.                                                                 |
| Zuliana         | 1   | Zulia F.C.                                                                                         |

## Clasificación
| Pos. | Equipos                 | PJ | PG | PE | PP | GF | GC | Dif. | Pts. |
| ---- | ----------------------- | -- | -- | -- | -- | -- | -- | ---- | ---- |
| 1.   | Carabobo F.C.           | 19 | 13 | 4  | 2  | 31 | 14 | 17   | 43   |
| 2.   | Caracas F.C.            | 19 | 10 | 6  | 3  | 34 | 15 | 19   | 35   |
| 3.   | Mineros de Guayana      | 19 | 10 | 4  | 5  | 35 | 23 | 12   | 34   |
| 4.   | Estudiantes de Mérida   | 19 | 7  | 9  | 3  | 24 | 12 | 12   | 30   |
| 5.   | Aragua F.C.             | 19 | 9  | 6  | 4  | 20 | 16 | 4    | 30   |
| 6.   | Zamora F.C.             | 19 | 8  | 5  | 6  | 27 | 24 | 3    | 29   |
| 7.   | Zulia F.C.              | 19 | 7  | 8  | 4  | 17 | 21 | -4   | 28   |
| 8.   | Atlético Venezuela      | 19 | 6  | 9  | 4  | 25 | 21 | 4    | 27   |
| 9.   | Deportivo Táchira       | 19 | 8  | 3  | 8  | 28 | 25 | 3    | 27   |
| 10.  | Deportivo La Guaira     | 19 | 7  | 5  | 7  | 36 | 25 | 11   | 26   |
| 11.  | Academia Puerto Cabello | 19 | 6  | 8  | 5  | 31 | 27 | 4    | 26   |
| 12.  | Metropolitanos F.C.     | 19 | 7  | 5  | 7  | 21 | 18 | 3    | 26   |
| 13.  | Monagas S.C.            | 19 | 7  | 5  | 7  | 26 | 27 | -1   | 26   |
| 14.  | Deportivo Lara          | 19 | 6  | 6  | 7  | 24 | 22 | 2    | 24   |
| 15.  | A.C. Lala F.C.          | 19 | 5  | 7  | 7  | 22 | 33 | -11  | 22   |
| 16.  | Estudiantes de Caracas  | 19 | 5  | 4  | 10 | 25 | 36 | -11  | 19   |
| 17.  | Portuguesa F.C.         | 19 | 3  | 9  | 7  | 21 | 30 | -9   | 18   |
| 18.  | Llaneros de Guanare     | 19 | 3  | 5  | 11 | 27 | 46 | -19  | 14   |
| 19.  | Trujillanos F.C.        | 19 | 3  | 2  | 14 | 17 | 41 | -24  | 11   |
| 20.  | Deportivo Anzoátegui    | 19 | 4  | 2  | 13 | 20 | 35 | -15  | 8    |

     Clasifican a la liguilla.
| 1. 2. 3. |

## Evolución
| Equipo                  | Jornada | Jornada | Jornada | Jornada | Jornada | Jornada | Jornada | Jornada | Jornada | Jornada | Jornada | Jornada | Jornada | Jornada | Jornada | Jornada | Jornada | Jornada | Jornada | Jornada |
| Equipo                  | 1       | 2       | 3       | 4       | 5       | 6       | 7       | 8       | 9       | 10      | 11      | 12      | 13      | 14      | 15      | 16      | 17      | 18      | 19      |         |
| ----------------------- | ------- | ------- | ------- | ------- | ------- | ------- | ------- | ------- | ------- | ------- | ------- | ------- | ------- | ------- | ------- | ------- | ------- | ------- | ------- | ------- |
| Carabobo F.C.           | 12      | 5       | 14      | 8       | 1       | 1       | 1       | 1       | 1       | 1       | 1       | 1       | 1       | 1       | 1       | 1       | 1       | 1       | 1       |         |
| Mineros de Guayana      | 1       | 1       | 1       | 1       | 2       | 2       | 3       | 3       | 2       | 3       | 5       | 5       | 10      | 3       | 4       | 4       | 2       | 3       | 3       |         |
| Metropolitanos F.C.     | 16      | 15      | 9       | 4       | 11      | 6       | 2       | 2       | 3       | 7       | 9       | 10      | 11      | 13      | 13      | 8       | 5       | 6       | 12      |         |
| Caracas F.C.            | 8       | 3       | 2       | 3       | 9       | 4       | 6       | 6       | 4       | 5       | 3       | 2       | 2       | 2       | 2       | 2       | 3       | 2       | 2       |         |
| Zamora F.C.             | 2       | 6       | 4       | 10      | 6       | 5       | 7       | 7       | 5       | 2       | 2       | 3       | 3       | 7       | 10      | 10      | 8       | 8       | 6       |         |
| Deportivo La Guaira     | 13      | 20      | 15      | 7       | 5       | 9       | 4       | 4       | 6       | 4       | 4       | 4       | 4       | 5       | 7       | 6       | 7       | 9       | 10      |         |
| Deportivo Táchira       | 6       | 9       | 5       | 9       | 10      | 14      | 9       | 9       | 7       | 10      | 6       | 9       | 7       | 4       | 5       | 5       | 6       | 7       | 9       |         |
| Aragua F.C.             | 4       | 7       | 12      | 11      | 13      | 10      | 5       | 5       | 8       | 6       | 8       | 6       | 5       | 6       | 6       | 7       | 10      | 5       | 5       |         |
| Zulia F.C.              | 19      | 11      | 13      | 6       | 4       | 8       | 8       | 8       | 9       | 12      | 10      | 11      | 12      | 14      | 15      | 15      | 12      | 11      | 7       |         |
| Atlético Venezuela      | 11      | 13      | 7       | 16      | 17      | 16      | 16      | 16      | 10      | 13      | 11      | 12      | 14      | 11      | 12      | 12      | 13      | 13      | 8       |         |
| Estudiantes de Mérida   | 9       | 12      | 17      | 12      | 14      | 13      | 10      | 10      | 11      | 9       | 7       | 8       | 6       | 9       | 3       | 3       | 4       | 4       | 4       |         |
| Monagas S.C.            | 3       | 2       | 3       | 2       | 3       | 3       | 11      | 11      | 12      | 8       | 12      | 13      | 8       | 10      | 9       | 9       | 11      | 14      | 13      |         |
| Estudiantes de Caracas  | 7       | 10      | 6       | 5       | 12      | 7       | 12      | 12      | 13      | 15      | 15      | 16      | 15      | 17      | 16      | 16      | 16      | 16      | 16      |         |
| Academia Puerto Cabello | 14      | 14      | 16      | 18      | 16      | 15      | 13      | 13      | 14      | 14      | 14      | 14      | 13      | 12      | 8       | 13      | 9       | 10      | 11      |         |
| Deportivo Lara          | 18      | 17      | 8       | 14      | 7       | 11      | 14      | 14      | 15      | 11      | 13      | 7       | 9       | 8       | 11      | 11      | 14      | 12      | 14      |         |
| Portuguesa F.C.         | 5       | 4       | 10      | 15      | 8       | 12      | 15      | 15      | 16      | 16      | 16      | 15      | 16      | 16      | 17      | 17      | 17      | 17      | 17      |         |
| Llaneros de Guanare     | 10      | 18      | 18      | 13      | 15      | 17      | 17      | 17      | 17      | 18      | 18      | 19      | 19      | 20      | 20      | 18      | 18      | 18      | 18      |         |
| Lala F.C.               | 20      | 19      | 20      | 19      | 19      | 19      | 19      | 19      | 18      | 19      | 19      | 18      | 18      | 15      | 14      | 14      | 15      | 15      | 15      |         |
| Deportivo Anzoátegui    | 15      | 16      | 19      | 20      | 20      | 20      | 20      | 20      | 19      | 20      | 20      | 20      | 20      | 19      | 18      | 20      | 20      | 20      | 20      |         |
| Trujillanos F.C.        | 17      | 8       | 11      | 17      | 18      | 18      | 18      | 18      | 20      | 17      | 17      | 17      | 17      | 18      | 19      | 19      | 19      | 19      | 19      |         |

| 1. 2. 3. 4. 5. 6. 7. |

## Resultados
- Los horarios corresponden a la hora local de Venezuela (UTC−4).

Calendario sujeto a cambios
| Deportivo La Guaira | 2 : 3 | Monagas S.C.              | Olímpico de la UCV            | 26 de enero   | 11:00 | / TLT           | 582   |
| A.C. Lala F.C.      | 0 : 5 | Mineros de Guayana        | CTE Cachamay                  | 26 de enero   | 15:00 | Sin transmisión | 6.304 |
| Aragua F.C.         | 2 : 1 | Academia Puerto Cabello   | Olímpico Hermanos Ghersi      | 26 de enero   | 17:00 | Sin transmisión | 1.919 |
| Portuguesa F.C.     | 2 : 1 | Deportivo Anzoátegui S.C. | José Antonio Páez             | 26 de enero   | 17:45 | Sin transmisión | 1.729 |
| Metropolitanos F.C. | 1 : 2 | Estudiantes de Caracas    | Olímpico de la UCV            | 27 de enero   | 16:00 | Sin transmisión | 475   |
| Deportivo Táchira   | 2 : 1 | Trujillanos F.C.          | Polideportivo de Pueblo Nuevo | 27 de enero   | 16:00 | Sin transmisión | 2.269 |
| Deportivo Lara      | 0 : 1 | Caracas F.C.              | Metropolitano de Lara         | 27 de enero   | 17:00 | Sin transmisión | 1.538 |
| Zamora F.C.         | 4 : 1 | Zulia F.C.                | Agustín Tovar                 | 27 de enero   | 18:00 | / TLT           | 3.027 |
| Llaneros de Guanare | 0 : 0 | Estudiantes de Mérida     | Rafael Calles Pinto           | 28 de enero   | 16:00 | Sin transmisión | 0     |
| Carabobo F.C.       | 1 : 0 | Atlético Venezuela C.F.   | Rafael Calles Pinto           | 20 de febrero | 16:00 | Sin transmisión | 335   |

| Caracas F.C.              | 3 : 0 | Zamora F.C.         | Olímpico de la UCV            | 1 de febrero | 19:00 | / TLT           | 1.610 |
| Deportivo Anzoátegui S.C. | 0 : 0 | A.C. Lala F.C.      | José Antonio Anzoátegui       | 2 de febrero | 15:30 | Sin transmisión | 1.255 |
| Estudiantes de Caracas    | 0 : 1 | Carabobo F.C.       | Olímpico Hermanos Ghersi      | 3 de febrero | 15:00 | Sin transmisión | 230   |
| Atlético Venezuela C.F.   | 1 : 1 | Portuguesa F.C.     | José Antonio Anzoátegui       | 3 de febrero | 15:30 | Sin transmisión | 116   |
| Trujillanos F.C.          | 2 : 1 | Aragua F.C.         | José Alberto Pérez            | 3 de febrero | 15:30 | Sin transmisión | 1.265 |
| Mineros de Guayana        | 2 : 1 | Deportivo La Guaira | CTE Cachamay                  | 3 de febrero | 16:00 | Sin transmisión | 4.151 |
| Estudiantes de Mérida     | 1 : 1 | Deportivo Lara      | Metropolitano de Mérida       | 3 de febrero | 16:00 | Sin transmisión | 3.680 |
| Zulia F.C.                | 1 : 0 | Deportivo Táchira   | José Encarnación Romero       | 3 de febrero | 16:00 | Sin transmisión | 2.139 |
| Monagas S.C.              | 3 : 0 | Llaneros de Guanare | Monumental de Maturín         | 3 de febrero | 17:00 | Sin transmisión | 3.715 |
| Academia Puerto Cabello   | 1 : 1 | Metropolitanos F.C. | Complejo Deportivo Socialista | 3 de febrero | 18:00 | Sin transmisión | 3.450 |

| A.C. Lala F.C.         | 2 : 3 | Atlético Venezuela C.F.   | CTE Cachamay                  | 9 de febrero  | 15:00 | Sin transmisión | 2.903  |
| Metropolitanos F.C.    | 2 : 1 | Carabobo F.C.             | Olímpico de la UCV            | 9 de febrero  | 16:00 | Sin transmisión | 269    |
| A.C.D Lara             | 2 : 0 | Monagas S.C.              | Metropolitano de Lara         | 9 de febrero  | 17:00 | Sin transmisión | 843    |
| Aragua F.C.            | 0 : 0 | Zulia F.C.                | Olímpico Hermanos Ghersi      | 9 de febrero  | 17:00 | Sin transmisión | 2.057  |
| Portuguesa F.C.        | 1 : 2 | Estudiantes de Caracas    | José Antonio Páez             | 9 de febrero  | 17:45 | Sin transmisión | 1.291  |
| Zamora F.C.            | 1 : 0 | Estudiantes de Mérida     | Agustín Tovar                 | 9 de febrero  | 18:00 | / TLT           | 1.802  |
| Llaneros de Guanare    | 3 : 3 | Mineros de Guayana        | Rafael Calles Pinto           | 10 de febrero | 15:00 | Sin transmisión | 216    |
| Deportivo La Guaira    | 1 : 0 | Deportivo Anzoátegui S.C. | Olímpico de la UCV            | 10 de febrero | 16:00 | Sin transmisión | 543    |
| Deportivo Táchira      | 2 : 1 | Caracas F.C.              | Polideportivo de Pueblo Nuevo | 10 de febrero | 16:00 | Sin transmisión | 10.610 |
| Academia Pueto Cabello | 1 : 1 | Trujillanos F.C.          | Complejo Deportivo Socialista | 10 de febrero | 18:00 | Sin transmisión | 4.895  |

| Deportivo Anzoátegui S.C. | 2 : 3 | Llaneros de Guanare     | José Antonio Anzoátegui  | 16 de febrero | 15:30 | Sin transmisión | 1.555 |
| Carabobo F.C.             | 2 : 1 | Portuguesa F.C.         | Rafael Calles Pinto      | 16 de febrero | 16:00 | Sin transmisión | 295   |
| Caracas F.C.              | 1 : 1 | Aragua F.C.             | Olímpico de la UCV       | 16 de febrero | 17:00 | Sin transmisión | 1.518 |
| Estudiantes de Caracas    | 0 : 0 | A.C. Lala F.C.          | Olímpico Hermanos Ghersi | 17 de febrero | 15:00 | Sin transmisión | 289   |
| Atlético Venezuela C.F.   | 0 : 2 | Deportivo La Guaira     | José Antonio Anzoátegui  | 17 de febrero | 15:30 | Sin transmisión | 260   |
| Trujillanos F.C.          | 0 : 2 | Metropolitanos F.C.     | José Alberto Pérez       | 17 de febrero | 16:00 | Sin transmisión | 615   |
| Mineros de Guayana        | 1 : 0 | Deportivo Lara          | CTE Cachamay             | 17 de febrero | 16:00 | Sin transmisión | 5.672 |
| Zulia F.C.                | 2 : 1 | Academia Puerto Cabello | José Encarnación Romero  | 17 de febrero | 16:30 | Sin transmisión | 2.289 |
| Estudiantes de Mérida     | 2 : 1 | Deportivo Táchira       | Metropolitano de Mérida  | 17 de febrero | 17:00 | / TLT           | 7.100 |
| Monagas S.C.              | 2 : 0 | Zamora F.C.             | Monumental de Maturín    | 18 de febrero | 17:00 | Sin transmisión | 2.565 |

| Deportivo Táchira       | 0 : 0 | Monagas S.C.            | Polideportivo de Pueblo Nuevo | 22 de febrero | 15:00 | Sin transmisión | 1.875 |
| A.C. Lala F.C.          | 1 : 2 | Carabobo F.C.           | CTE Cachamay                  | 23 de febrero | 15:00 | Sin transmisión | 1.305 |
| Metropolitanos F.C.     | 0 : 3 | Portuguesa F.C.         | Olímpico de la UCV            | 23 de febrero | 16:00 | Sin transmisión | 851   |
| Aragua F.C.             | 0 : 0 | Estudiantes de Mérida   | Olímpico Hermanos Ghersi      | 23 de febrero | 17:00 | Sin transmisión |       |
| Llaneros de Guanare     | 2 : 2 | Atlético Venezuela C.F. | Rafael Calles Pinto           | 24 de febrero | 15:00 | Sin transmisión | 242   |
| Deportivo La Guaira     | 3 : 0 | Estudiantes de Caracas  | Olímpico de la UCV            | 24 de febrero | 16:00 | Sin transmisión | 2.143 |
| Trujillanos F.C.        | 1 : 2 | Zulia F.C.              | José Alberto Pérez            | 24 de febrero | 16:00 | Sin transmisión | 332   |
| A.C.D. Lara             | 3 : 0 | Deportivo Anzoátegui    | Metropolitano de Lara         | 24 de febrero | 17:00 | Sin transmisión | 1.805 |
| Zamora F.C.             | 3 : 0 | Mineros de Guayana      | Agustín Tovar                 | 24 de febrero | 18:00 | / TLT           | 2.775 |
| Academia Puerto Cabello | 1 : 0 | Caracas F.C.            | Complejo Deportivo Socialista | 24 de febrero | 18:00 | Sin transmisión | 4.987 |

| Deportivo Anzoátegui    | 0 : 0 | Zamora F.C.             | José Antonio Anzoátegui  | 2 de marzo | 15:30 | Sin transmisión | 1.655 |
| Carabobo F.C.           | 3 : 1 | Deportivo La Guaira     | Rafael Calles Pinto      | 2 de marzo | 16:00 | Sin transmisión | 390   |
| Caracas F.C.            | 1 : 0 | Trujillanos F.C.        | Olímpico de la UCV       | 2 de marzo | 17:00 | Sin transmisión | 1.371 |
| Portuguesa F.C.         | 0 : 0 | A.C. Lala F.C.          | José Antonio Páez        | 2 de marzo | 17:45 | Sin transmisión | 1.382 |
| Estudiantes de Caracas  | 3 : 2 | Llaneros de Guanare     | Olímpico Hermanos Ghersi | 3 de marzo | 15:30 | Sin transmisión | 126   |
| Atlético Venezuela C.F. | 0 : 0 | Deportivo Lara          | José Antonio Anzoátegui  | 3 de marzo | 15:30 | Sin transmisión | 197   |
| Mineros de Guayana      | 1 : 0 | Deportivo Táchira       | CTE Cachamay             | 3 de marzo | 16:00 | Sin transmisión | 5.413 |
| Zulia F.C.              | 0 : 2 | Metropolitanos F.C.     | José Encarnación Romero  | 3 de marzo | 16:30 | Sin transmisión | 1.691 |
| Monagas S.C.            | 0 : 1 | Aragua F.C.             | Monumental de Maturín    | 3 de marzo | 17:00 | Sin transmisión | 3.215 |
| Estudiantes de Mérida   | 1 : 1 | Academia Puerto Cabello | Metropolitano de Mérida  | 3 de marzo | 17:00 | Sin transmisión | 4.900 |

| Zamora F.C.             | 3 : 3 (enlace roto disponible en Internet Archive; véase el historial, la primera versión y la última). | Atlético Venezuela C.F. | Agustín Tovar                 | 8 de marzo  | 16:00 | Sin transmisión | 3.832 |
| Aragua F.C.             | 2 : 0 (enlace roto disponible en Internet Archive; véase el historial, la primera versión y la última). | Mineros de Guayana      | Olímpico Hermanos Ghersi      | 9 de marzo  | 17:00 | Sin transmisión | 1.648 |
| Llaneros de Guanare     | 1 : 2 (enlace roto disponible en Internet Archive; véase el historial, la primera versión y la última). | Carabobo F.C.           | Rafael Calles Pinto           | 10 de marzo | 15:00 | Sin transmisión | 275   |
| Deportivo Táchira       | 3 : 0 (enlace roto disponible en Internet Archive; véase el historial, la primera versión y la última). | Deportivo Anzoátegui    | Polideportivo de Pueblo Nuevo | 10 de marzo | 16:00 | Sin transmisión | 3.215 |
| Trujillanos F.C.        | 0 : 1 (enlace roto disponible en Internet Archive; véase el historial, la primera versión y la última). | Estudiantes de Mérida   | José Alberto Pérez            | 10 de marzo | 16:00 | Sin transmisión | 178   |
| Deportivo La Guaira     | 2 : 0 (enlace roto disponible en Internet Archive; véase el historial, la primera versión y la última). | Portuguesa F.C.         | Olímpico de la UCV            | 10 de marzo | 16:00 | Sin transmisión | 231   |
| Academia Puerto Cabello | 4 : 0 (enlace roto disponible en Internet Archive; véase el historial, la primera versión y la última). | Monagas S.C.            | Complejo Deportivo Socialista | 10 de marzo | 16:00 | Sin transmisión | 392   |
| Zulia F.C.              | 0 : 0 (enlace roto disponible en Internet Archive; véase el historial, la primera versión y la última). | Caracas F.C.            | José Encarnación Romero       | 10 de marzo | 16:30 | Sin transmisión | 250   |
| Metropolitanos F.C.     | 4 : 0 (enlace roto disponible en Internet Archive; véase el historial, la primera versión y la última). | A.C. Lala F.C.          | Olímpico de la UCV            | 11 de marzo | 16:00 | Sin transmisión | 553   |
| Deportivo Lara          | 1 : 1 (enlace roto disponible en Internet Archive; véase el historial, la primera versión y la última). | Estudiantes de Caracas  | Metropolitano de Lara         | 25 de abril | 16:00 | Sin transmisión |       |

| Monagas S.C.            | 2 : 1 | Trujillanos F.C.        | Monumental de Maturín    | 27 de marzo | 15:30 | Sin transmisión | 745   |
| Estudiantes de Caracas  | 1 : 0 | Zamora F.C.             | Olímpico Hermanos Ghersi | 17 de abril | 15:00 | Sin transmisión | 184   |
| Deportivo Anzoátegui    | 3 : 1 | Aragua F.C.             | José Antonio Anzoátegui  | 17 de abril | 15:30 | Sin transmisión | 1.725 |
| Carabobo F.C.           | 2 : 1 | Deportivo Lara          | Rafael Calles Pinto      | 17 de abril | 16:00 | Sin transmisión | 310   |
| Mineros de Guayana      | 1 : 2 | Academia Puerto Cabello | CTE Cachamay             | 17 de abril | 16:00 | Sin transmisión | 621   |
| Caracas F.C.            | 1 : 0 | Metropolitanos F.C.     | Olímpico de la UCV       | 17 de abril | 16:00 | Sin transmisión | 1.438 |
| Portuguesa F.C.         | 2 : 2 | Llaneros de Guanare     | José Antonio Páez        | 17 de abril | 16:00 | Sin transmisión | 905   |
| A.C. Lala F.C.          | 2 : 1 | Deportivo La Guaira     | CTE Cachamay             | 18 de abril | 16:00 | Sin transmisión | 2.648 |
| Atlético Venezuela C.F. | 1 : 0 | Deportivo Táchira       | José Antonio Anzoátegui  | 18 de abril | 16:00 | Sin transmisión | 278   |
| Estudiantes de Mérida   | 4 : 0 | Zulia F.C.              | Metropolitano de Mérida  | 18 de abril | 16:00 | Sin transmisión | 3.050 |

| Metropolitanos F.C.     | 0 : 0 (enlace roto disponible en Internet Archive; véase el historial, la primera versión y la última). | Deportivo La Guaira     | Olímpico de la UCV            | 19 de marzo | 16:00 | Sin transmisión | 593   |
| Llaneros de Guanare     | 1 : 2 (enlace roto disponible en Internet Archive; véase el historial, la primera versión y la última). | A.C. Lala F.C.          | Rafael Calles Pinto           | 20 de marzo | 15:00 | Sin transmisión | 288   |
| Trujillanos F.C.        | 0 : 3                                                                                                   | Mineros de Guayana      | José Alberto Pérez            | 20 de marzo | 15:00 | Sin transmisión | 300   |
| Zamora F.C.             | 1 : 0 (enlace roto disponible en Internet Archive; véase el historial, la primera versión y la última). | Carabobo F.C.           | Agustín Tovar                 | 20 de marzo | 16:00 | Sin transmisión | 2.041 |
| Deportivo Lara          | 1 : 1                                                                                                   | Portuguesa F.C.         | Metropolitano de Lara         | 20 de marzo | 16:00 | Sin transmisión | 814   |
| Academia Puerto Cabello | 1 : 3 (enlace roto disponible en Internet Archive; véase el historial, la primera versión y la última). | Deportivo Anzoátegui    | Complejo Deportivo Socialista | 20 de marzo | 16:30 | Sin transmisión | 3.256 |
| Caracas F.C.            | 1 : 0 (enlace roto disponible en Internet Archive; véase el historial, la primera versión y la última). | Estudiantes de Mérida   | Olímpico de la UCV            | 20 de marzo | 17:00 | Sin transmisión | 1.301 |
| Aragua F.C.             | 0 : 3 (enlace roto disponible en Internet Archive; véase el historial, la primera versión y la última). | Atlético Venezuela C.F. | Olímpico Hermanos Ghersi      | 20 de marzo | 17:00 | Sin transmisión | 2.024 |
| Deportivo Táchira       | 3 : 2 (enlace roto disponible en Internet Archive; véase el historial, la primera versión y la última). | Estudiantes de Caracas  | Polideportivo de Pueblo Nuevo | 20 de marzo | 19:00 | Sin transmisión | 1.996 |
| Zulia F.C.              | 0 : 0 (enlace roto disponible en Internet Archive; véase el historial, la primera versión y la última). | Monagas S.C.            | José Encarnación Romero       | 1 de mayo   | 16:00 | Sin transmisión |       |

| Deportivo Anzoátegui    | 1 : 3                                                                                                   | Trujillanos F.C.        | José Antonio Anzoátegui  | 23 de marzo | 15:30 | Sin transmisión | 1.525 |
| A.C. Lala F.C.          | 2 : 3                                                                                                   | A.C.D. Lara             | CTE Cachamay             | 23 de marzo | 16:00 | Sin transmisión | 2.354 |
| Carabobo F.C.           | 2 : 1                                                                                                   | Deportivo Táchira       | Rafael Calles Pinto      | 23 de marzo | 16:00 | Sin transmisión | 516   |
| Portuguesa F.C.         | 0 : 1                                                                                                   | Zamora F.C.             | José Antonio Páez        | 23 de marzo | 16:15 | Sin transmisión | 1.405 |
| Estudiantes de Caracas  | 1 : 2                                                                                                   | Aragua F.C.             | Olímpico Hermanos Ghersi | 24 de marzo | 15:00 | Sin transmisión | 211   |
| Atlético Venezuela C.F. | 0 : 0 (enlace roto disponible en Internet Archive; véase el historial, la primera versión y la última). | Academia Puerto Cabello | José Antonio Anzoátegui  | 24 de marzo | 15:30 | Sin transmisión | 163   |
| Estudiantes de Mérida   | 3 : 0 (enlace roto disponible en Internet Archive; véase el historial, la primera versión y la última). | Metropolitanos F.C.     | Metropolitano de Mérida  | 24 de marzo | 16:00 | Sin transmisión | 3.350 |
| Mineros de Guayana      | 1 : 1 (enlace roto disponible en Internet Archive; véase el historial, la primera versión y la última). | Zulia F.C.              | CTE Cachamay             | 24 de marzo | 16:00 | Sin transmisión | 2.173 |
| Deportivo La Guaira     | 5 : 2                                                                                                   | Llaneros de Guanare     | Olímpico de la UCV       | 24 de marzo | 16:00 | Sin transmisión | 1.823 |
| Monagas S.C.            | 1 : 1                                                                                                   | Caracas F.C.            | Monumental de Maturín    | 24 de marzo | 17:00 | Sin transmisión | 6.844 |

| Zamora F.C.             | 1 : 1 | A.C. Lala F.C.            | Agustín Tovar                 | 30 de marzo | 10:00 | Sin transmisión | 1.271 |
| Aragua F.C.             | 0 : 0 | Carabobo F.C              | Olímpico Hermanos Ghersi      | 30 de marzo | 16:00 | Sin transmisión | 4.625 |
| Caracas F.C.            | 4 : 2 | Mineros de Guayana        | Olímpico de la UCV            | 30 de marzo | 16:00 | Sin transmisión | 898   |
| Metropolitanos F.C.     | 2 : 2 | Llaneros de Guanare       | Olímpico de la UCV            | 31 de marzo | 16:00 | Sin transmisión | 459   |
| Zulia F.C.              | 1 : 0 | Deportivo Anzoátegui S.C. | José Encarnación Romero       | 31 de marzo | 16:00 | Sin transmisión |       |
| Trujillanos F.C.        | 1 : 3 | Atlético Venezuela C.F.   | José Alberto Pérez            | 31 de marzo | 16:00 | Sin transmisión | 738   |
| Academia Puerto Cabello | 4 : 3 | Estudiantes de Caracas    | Complejo Deportivo Socialista | 31 de marzo | 16:00 | Sin transmisión |       |
| Deportivo Táchira       | 3 : 1 | Portuguesa F.C.           | Polideportivo de Pueblo Nuevo | 31 de marzo | 16:00 | Sin transmisión | 2.243 |
| Deportivo Lara          | 1 : 1 | Deportivo La Guaira       | Metropolitano de Lara         | 31 de marzo | 16:00 | Sin transmisión |       |
| Estudiantes de Mérida   | 1 : 0 | Monagas S.C.              | Metropolitano de Mérida       | 31 de marzo | 16:00 | Sin transmisión | 3.046 |

| Estudiantes de Caracas  | 1 : 2 | Trujillanos F.C.        | Olímpico Hermanos Ghersi | 3 de abril  | 15:00 | Sin transmisión | 226   |
| Llaneros de Guanare     | 2 : 3 | A.C.D. Lara             | Rafael Calles Pinto      | 3 de abril  | 15:00 | Sin transmisión | 265   |
| Deportivo Anzoátegui    | 0 : 3 | Caracas F.C.            | José Antonio Anzoátegui  | 3 de abril  | 15:30 | Sin transmisión | 1.565 |
| Portuguesa F.C.         | 1 : 1 | Aragua F.C.             | José Antonio Páez        | 3 de abril  | 16:00 | Sin transmisión | 688   |
| A.C. Lala F.C.          | 1 : 0 | Deportivo Táchira       | CTE Cachamay             | 3 de abril  | 16:00 | Sin transmisión | 2.674 |
| Deportivo La Guaira     | 4 : 0 | Zamora F.C.             | Olímpico de la UCV       | 3 de abril  | 16:00 | Sin transmisión | 1.213 |
| Monagas S.C.            | 1 : 1 | Metropolitanos F.C      | Monumental de Maturín    | 3 de abril  | 16:00 | Sin transmisión | 987   |
| Atlético Venezuela C.F. | 0 : 0 | Zulia F.C.              | José Antonio Anzoátegui  | 4 de abril  | 15:30 | Sin transmisión | 130   |
| Carabobo F.C.           | 1 : 1 | Academia Puerto Cabello | Rafael Calles Pinto      | 4 de abril  | 16:00 | Sin transmisión | 213   |
| Mineros de Guayana      | 1 : 0 | Estudiantes de Mérida   | CTE Cachamay             | 10 de abril | 16:00 |                 | 1.004 |

| Zamora F.C.             | 3 : 0 | Llaneros de Guanare       | Agustín Tovar                 | 27 de marzo | 16:00 | Sin transmisión | 1.489 |
| Metropolitanos F.C.     | 0 : 0 | Deportivo Lara            | Olímpico de la UCV            | 6 de abril  | 16:00 | Sin transmisión | 471   |
| Aragua F.C.             | 2 : 0 | A.C. Lala F.C.            | Olímpico Hermanos Ghersi      | 6 de abril  | 16:00 | Sin transmisión | 1.389 |
| Estudiantes de Mérida   | 2 : 1 | Deportivo Anzoátegui S.C. | Metropolitano de Mérida       | 7 de abril  | 16:00 | Sin transmisión | 3.848 |
| Trujillanos F.C.        | 0 : 3 | Carabobo F.C.             | José Alberto Pérez            | 7 de abril  | 16:00 | Sin transmisión | 500   |
| Monagas S.C.            | 2 : 1 | Mineros de Guayana        | Monumental de Maturín         | 7 de abril  | 16:00 | Sin transmisión | 5.389 |
| Caracas F.C.            | 2 : 2 | Atlético Venezuela C.F.   | Olímpico de la UCV            | 7 de abril  | 16:00 | Sin transmisión | 1.669 |
| Zulia F.C.              | 1 : 1 | Estudiantes de Caracas    | José Encarnación Romero       | 7 de abril  | 16:00 | Sin transmisión | 1.510 |
| Academia Puerto Cabello | 2 : 0 | Portuguesa F.C.           | Complejo Deportivo Socialista | 7 de abril  | 16:00 | Sin transmisión | 4.358 |
| Deportivo Táchira       | 2 : 1 | Deportivo La Guaira       | Polideportivo de Pueblo Nuevo | 7 de abril  | 17:00 | Sin transmisión | 2.557 |

| Carabobo F.C.           | 3 : 1 | Zulia F.C.              | Rafael Calles Pinto      | 12 de abril | 16:00 | Sin transmisión | 140   |
| Deportivo Anzoátegui    | 3 : 2 | Monagas S.C.            | José Antonio Anzoátegui  | 13 de abril | 15:30 | Sin transmisión | 1.525 |
| Portuguesa F.C.         | 2 : 2 | Trujillanos F.C.        | José Antonio Páez        | 13 de abril | 16:00 | Sin transmisión | 795   |
| A.C. Lala F.C.          | 3 : 1 | Academia Puerto Cabello | CTE Cachamay             | 13 de abril | 16:00 | Sin transmisión | 1.327 |
| Llaneros de Guanare     | 1 : 3 | Deportivo Táchira       | Rafael Calles Pinto      | 14 de abril | 15:00 | Sin transmisión | 336   |
| Estudiantes de Caracas  | 0 : 3 | Caracas F.C.            | Olímpico Hermanos Ghersi | 14 de abril | 15:00 | Sin transmisión | 431   |
| Atlético Venezuela C.F. | 1 : 1 | Estudiantes de Mérida   | José Antonio Anzoátegui  | 14 de abril | 15:30 | Sin transmisión | 135   |
| Mineros de Guayana      | 1 : 0 | Metropolitanos F.C.     | CTE Cachamay             | 14 de abril | 16:00 | Sin transmisión | 1.506 |
| Deportivo La Guaira     | 0 : 0 | Aragua F.C.             | Olímpico de la UCV       | 14 de abril | 16:00 | Sin transmisión | 2.843 |
| Deportivo Lara          | 3 : 0 | Zamora F.C.             | Metropolitano de Lara    | 14 de abril | 17:00 | Sin transmisión | 1.230 |

| Metropolitanos F.C.     | 2 : 1 | Zamora F.C.             | Olímpico de la UCV            | 20 de abril | 16:00 | Sin transmisión | 467   |
| Aragua F.C.             | 2 : 0 | Llaneros de Guanare     | Olímpico Hermanos Ghersi      | 21 de abril | 16:00 | Sin transmisión | 1.605 |
| Estudiantes de Mérida   | 4 : 0 | Estudiantes de Caracas  | Metropolitano de Mérida       | 21 de abril | 16:00 | Sin transmisión | 1.836 |
| Trujillanos F.C.        | 1 : 2 | A.C. Lala F.C.          | José Alberto Pérez            | 21 de abril | 16:00 | Sin transmisión | 312   |
| Mineros de Guayana      | 3 : 2 | Deportivo Anzoátegui    | CTE Cachamay                  | 21 de abril | 16:00 | Sin transmisión | 776   |
| Monagas S.C.            | 2 : 1 | Atlético Venezuela C.F. | Monumental de Maturín         | 21 de abril | 16:00 | Sin transmisión | 5.568 |
| Zulia F.C.              | 1 : 1 | Portuguesa F.C.         | José Encarnación Romero       | 21 de abril | 16:00 | Sin transmisión | 956   |
| Caracas F.C.            | 0 : 2 | Carabobo F.C.           | Olímpico de la UCV            | 21 de abril | 17:00 | / TLT           | 1.856 |
| Deportivo Táchira       | 3 : 1 | Deportivo Lara          | Polideportivo de Pueblo Nuevo | 21 de abril | 17:00 | Sin transmisión | 1.836 |
| Academia Puerto Cabello | 3 : 3 | Deportivo La Guaira     | Complejo Deportivo Socialista | 22 de abril | 17:00 | / TLT           | 4.106 |

| Deportivo Anzoátegui    | 0 : 1 | Metropolitanos F.C.     | José Antonio Anzoátegui  | 27 de abril | 15:30 | Sin transmisión | 1.675 |
| Portuguesa F.C.         | 1 : 1 | Caracas F.C.            | José Antonio Páez        | 27 de abril | 16:00 | Sin transmisión | 897   |
| Carabobo F.C.           | 0 : 0 | Estudiantes de Mérida   | Rafael Calles Pinto      | 27 de abril | 16:00 | Sin transmisión | 358   |
| A.C. Lala F.C.          | 3 : 3 | Zulia F.C.              | CTE Cachamay             | 27 de abril | 16:00 | Sin transmisión | 1.234 |
| Estudiantes de Caracas  | 2 : 2 | Monagas S.C.            | Olímpico Hermanos Ghersi | 28 de abril | 15:30 | Sin transmisión | 135   |
| Deportivo La Guaira     | 6 : 0 | Trujillanos F.C.        | Olímpico de la UCV       | 28 de abril | 16:00 | Sin transmisión | 2.127 |
| Atlético Venezuela C.F. | 1 : 1 | Mineros de Guayana      | José Antonio Anzoátegui  | 28 de abril | 16:00 | Sin transmisión | 204   |
| Llaneros de Guanare     | 3 : 2 | Academia Puerto Cabello | Rafael Calles Pinto      | 28 de abril | 16:30 | Sin transmisión | 323   |
| Deportivo Lara          | 1 : 2 | Aragua F.C.             | Metropolitano de Lara    | 28 de abril | 17:00 | / TLT           |       |
| Zamora F.C.             | 2 : 2 | Deportivo Táchira       | Agustín Tovar            | 29 de abril | 17:00 | / TLT           | 3.171 |

| Aragua F.C.             | 0 : 2 | Zamora F.C.             | Olímpico Hermanos Ghersi      | 3 de mayo | 16:00 | / TLT           | 3.199 |
| Academia Puerto Cabello | 2 : 0 | Deportivo Lara          | Complejo Deportivo Socialista | 3 de mayo | 17:00 | Sin transmisión | 3.962 |
| Deportivo Anzoátegui    | 2 : 1 | Atlético Venezuela C.F. | José Antonio Anzoátegui       | 4 de mayo | 15:30 | Sin transmisión | 955   |
| Metropolitanos F.C.     | 3 : 0 | Deportivo Táchira       | Olímpico de la UCV            | 4 de mayo | 16:00 | / TLT           | 815   |
| Mineros de Guayana      | 2 : 1 | Estudiantes de Caracas  | CTE Cachamay                  | 5 de mayo | 16:00 | Sin transmisión | 872   |
| Monagas S.C.            | 2 : 4 | Carabobo F.C.           | Monumental de Maturín         | 5 de mayo | 16:00 | Sin transmisión | 5.915 |
| Estudiantes de Mérida   | 1 : 1 | Portuguesa F.C.         | Metropolitano de Mérida       | 5 de mayo | 16:00 | Sin transmisión | 5.320 |
| Trujillanos F.C.        | 1 : 3 | Llaneros de Guanare     | José Alberto Pérez            | 5 de mayo | 16:00 | Sin transmisión | 163   |
| Caracas F.C.            | 2 : 2 | A.C. Lala F.C.          | Olímpico de la UCV            | 5 de mayo | 16:00 | Sin transmisión | 1.567 |
| Zulia F.C.              | 1 : 0 | Deportivo La Guaira     | José Encarnación Romero       | 5 de mayo | 16:00 | Sin transmisión | 1.264 |

| Metropolitanos F.C.    | 0 : 1 | Atlético Venezuela C.F. | Olímpico de la UCV            | 11 de mayo | 16:00 | Sin transmisión | 639   |
| Carabobo F.C.          | 1 : 1 | Mineros de Guayana      | Rafael Calles Pinto           | 11 de mayo | 16:00 | Sin transmisión | 192   |
| Estudiantes de Caracas | 4 : 2 | Deportivo Anzoátegui    | Olímpico Hermanos Ghersi      | 12 de mayo | 16:00 | Sin transmisión | 174   |
| Portuguesa F.C.        | 3 : 1 | Monagas S.C.            | José Antonio Páez             | 12 de mayo | 16:00 | Sin transmisión | 655   |
| A.C. Lala F.C.         | 1 : 1 | Estudiantes de Mérida   | CTE Cachamay                  | 12 de mayo | 16:00 | Sin transmisión | 1.326 |
| Llaneros de Guanare    | 0 : 1 | Zulia F.C.              | Rafael Calles Pinto           | 12 de mayo | 16:00 | Sin transmisión | 194   |
| A.C.D. Lara            | 2 : 1 | Trujillanos F.C.        | Metropolitano de Lara         | 12 de mayo | 16:00 | Sin transmisión | 215   |
| Zamora F.C.            | 2 : 2 | Academia Puerto Cabello | Agustín Tovar                 | 12 de mayo | 16:00 | Sin transmisión | 2.183 |
| Deportivo Táchira      | 1 : 2 | Aragua F.C.             | Polideportivo de Pueblo Nuevo | 12 de mayo | 16:00 | Sin transmisión | 2.331 |
| Deportivo La Guaira    | 1 : 4 | Caracas F.C.            | Olímpico de la UCV            | 12 de mayo | 16:00 | / TLT           | 4.183 |

| Deportivo Anzoátegui    | 0 : 1 | Carabobo F.C.          | José Antonio Anzoátegui       | 18 de mayo | 16:00 | Sin transmisión | 863   |
| Caracas F.C.            | 5 : 0 | Llaneros de Guanare    | Olímpico de la UCV            | 18 de mayo | 16:00 | Sin transmisión | 1.427 |
| Zulia F.C.              | 1 : 0 | Deportivo Lara         | José Encarnación Romero       | 19 de mayo | 16:00 | Sin transmisión | 1.436 |
| Trujillanos F.C.        | 0 : 3 | Zamora F.C.            | José Alberto Pérez            | 19 de mayo | 16:00 | Sin transmisión | 348   |
| Academia Puerto Cabello | 2 : 2 | Deportivo Táchira      | Complejo Deportivo Socialista | 19 de mayo | 16:00 | / TLT           | 5.107 |
| Atlético Venezuela C.F. | 2 : 1 | Estudiantes de Caracas | José Antonio Anzoátegui       | 19 de mayo | 16:00 | Sin transmisión | 320   |
| Mineros de Guayana      | 6 : 0 | Portuguesa F.C.        | CTE Cachamay                  | 19 de mayo | 16:00 | Sin transmisión | 721   |
| Monagas S.C.            | 3 : 0 | A.C. Lala F.C.         | Monumental de Maturín         | 19 de mayo | 16:00 | Sin transmisión | 2.835 |
| Estudiantes de Mérida   | 2 : 2 | Deportivo La Guaira    | Metropolitano de Mérida       | 19 de mayo | 16:00 | Sin transmisión | 4.136 |
| Aragua F.C.             | 1 : 0 | Metropolitanos F.C.    | Olímpico Hermanos Ghersi      | 19 de mayo | 16:00 | Sin transmisión | 6.600 |

## Liguilla
La Liguilla se jugó  al finalizar  el Todos Contra Todos, donde los ocho mejores clubes jugaron por un cupo a la Copa Sudamericana 2020 y otro cupo a la Copa Libertadores 2020. El partido de vuelta se jugó en casa del equipo que haya obtenido mejor posición durante el torneo regular.
|  | Cuartos de final | Cuartos de final        | Cuartos de final | Cuartos de final           | Cuartos de final |   |       | Semifinales             | Semifinales | Semifinales | Semifinales | Semifinales |  |   | Final              | Final | Final | Final | Final |  |
|  |                  |                         |                  |                            |                  |   |       |                         |             |             |             |             |  |   |                    |       |       |       |       |  |
|  |                  |                         |                  |                            |                  |   |       |                         |             |             |             |             |  |   |                    |       |       |       |       |  |
|  | 3                | Mineros de Guayana (v.) | 1                | 1                          | 2                |   |       |                         |             |             |             |             |  |   |                    |       |       |       |       |  |
|  | 3                | Mineros de Guayana (v.) | 1                | 1                          | 2                |   |       |                         |             |             |             |             |  |   |                    |       |       |       |       |  |
|  | 6                | Zamora F.C.             | 2                | 0                          | 2                |   |       |                         |             |             |             |             |  |   |                    |       |       |       |       |  |
|  | 6                | Zamora F.C.             | 2                | 0                          | 2                |   | 3     | Mineros de Guayana (p.) | 0           | 0           | 0 (4)       |             |  |   |                    |       |       |       |       |  |
|  |                  |                         |                  |                            |                  |   | 3     | Mineros de Guayana (p.) | 0           | 0           | 0 (4)       |             |  |   |                    |       |       |       |       |  |
|  |                  |                         | 7                | Zulia F.C.                 | 0                | 0 | 0 (3) |                         |             |             |             |             |  |   |                    |       |       |       |       |  |
|  | 2                | Caracas F.C.            | 7                | Zulia F.C.                 | 0                | 0 | 0 (3) | 2                       | 1           | 3           |             |             |  |   |                    |       |       |       |       |  |
|  | 2                | Caracas F.C.            |                  |                            |                  |   |       |                         |             | 3           |             |             |  |   |                    |       |       |       |       |  |
|  | 7                | Zulia F.C.              | 3                | 2                          | 5                |   |       |                         |             |             |             |             |  |   |                    |       |       |       |       |  |
|  | 7                | Zulia F.C.              | 3                | 2                          | 5                |   |       |                         |             |             |             |             |  | 3 | Mineros de Guayana | 0     | 0     | 0 (0) |       |  |
|  |                  |                         |                  |                            |                  |   |       |                         |             |             |             |             |  | 3 | Mineros de Guayana | 0     | 0     | 0 (0) |       |  |
|  |                  |                         | 4                | Estudiantes de Mérida (p.) | 0                | 0 | 0 (2) |                         |             |             |             |             |  |   |                    |       |       |       |       |  |
|  | 1                | Carabobo F.C.           | 4                | Estudiantes de Mérida (p.) | 0                | 0 | 0 (2) | 2                       | 1           | 3           |             |             |  |   |                    |       |       |       |       |  |
|  | 1                | Carabobo F.C.           |                  |                            |                  |   |       |                         |             | 3           |             |             |  |   |                    |       |       |       |       |  |
|  | 8                | Atlético Venezuela C.F. | 2                | 0                          | 2                |   |       |                         |             |             |             |             |  |   |                    |       |       |       |       |  |
|  | 8                | Atlético Venezuela C.F. | 2                | 0                          | 2                |   | 1     | Carabobo F.C.           | 1           | 1           | 2           |             |  |   |                    |       |       |       |       |  |
|  |                  |                         |                  |                            |                  |   | 1     | Carabobo F.C.           | 1           | 1           | 2           |             |  |   |                    |       |       |       |       |  |
|  |                  |                         | 4                | Estudiantes de Mérida (v.) | 0                | 2 | 2     |                         |             |             |             |             |  |   |                    |       |       |       |       |  |
|  | 4                | Estudiantes de Mérida   | 4                | Estudiantes de Mérida (v.) | 0                | 2 | 2     | 2                       | 1           | 3           |             |             |  |   |                    |       |       |       |       |  |
|  | 4                | Estudiantes de Mérida   |                  |                            |                  |   |       |                         |             | 3           |             |             |  |   |                    |       |       |       |       |  |
|  | 5                | Aragua F.C.             | 1                | 1                          | 2                |   |       |                         |             |             |             |             |  |   |                    |       |       |       |       |  |
|  | 5                | Aragua F.C.             | 1                | 1                          | 2                |   |       |                         |             |             |             |             |  |   |                    |       |       |       |       |  |
|  |                  |                         |                  |                            |                  |   |       |                         |             |             |             |             |  |   |                    |       |       |       |       |  |

### Cuartos de final
- La hora de cada encuentro corresponde al huso horario que rige a Venezuela (UTC-4).

#### Carabobo F. C. - Atlético Venezuela C. F.
| 27 de mayo de 2019, 16:00 | Atlético Venezuela C.F.      | 2:2 (1:0) | Carabobo F.C.               | Estadio Olímpico Hermanos Ghersi, Maracay                                      |                                                                                |
|                           | - Farías 42' - Fernández 81' | Reporte   | - 46' Ocanto - 75' González | Asistencia: 996 espectadores Árbitro(s): Orlando Bracamonte Transmisión: / TLT | Asistencia: 996 espectadores Árbitro(s): Orlando Bracamonte Transmisión: / TLT |

| 31 de mayo de 2019, 16:00 | Carabobo F.C. | 1:0 (0:0) (Global 3:2) | Atlético Venezuela C.F. | Estadio Metropolitano de Lara, Cabudare                                 |                                                                         |
|                           | - Febles 67'  | Reporte                |                         | Asistencia: 107 espectadores Árbitro(s): José Argote Transmisión: / TLT | Asistencia: 107 espectadores Árbitro(s): José Argote Transmisión: / TLT |

#### Estudiantes de Mérida - Aragua F. C.
| 26 de mayo de 2019, 17:00 | Aragua F.C.    | 1:2 (0:1) | Estudiantes de Mérida  | Estadio Olímpico Hermanos Ghersi, Maracay                                   |                                                                             |
|                           | - García 90+1' | Reporte   | - 15' Mena - 73' Gómez | Asistencia: 6.515 espectadores Árbitro(s): Ángel Arteaga Transmisión: / TLT | Asistencia: 6.515 espectadores Árbitro(s): Ángel Arteaga Transmisión: / TLT |

| 2 de junio de 2019, 17:00 | Estudiantes de Mérida | 1:1 (0:1) (Global 3:2) | Aragua F.C.  | Estadio Metropolitano, Mérida                                            |                                                                          |
|                           | - Luz Rodríguez 76'   | Reporte                | - 25' Plazas | Asistencia: 16 172 espectadores Árbitro(s): Juan Soto Transmisión: / TLT | Asistencia: 16 172 espectadores Árbitro(s): Juan Soto Transmisión: / TLT |

#### Caracas F. C. - Zulia F. C.
| 25 de mayo de 2019, 16:00 | Zulia F.C.                               | 3:2 (0:2) | Caracas F.C.      | Estadio José Encarnación Romero, Maracaibo                                    |                                                                               |
|                           | - Luis Paz 57' - Moya 80' - Zambrano 85' | Reporte   | - 23' 38' Canelón | Asistencia: 2215 espectadores Árbitro(s): Marlon Escalante Transmisión: / TLT | Asistencia: 2215 espectadores Árbitro(s): Marlon Escalante Transmisión: / TLT |

| 3 de junio de 2019, 17:00 | Caracas F.C.  | 1:2 (0:0) (Global 3:5) | Zulia F.C.     | Estadio Olímpico de la UCV, Caracas                                        |                                                                            |
|                           | - Arrieta 59' | Reporte                | - 67' 74' Moya | Asistencia: 1592 espectadores Árbitro(s): Ángel Arteaga Transmisión: / TLT | Asistencia: 1592 espectadores Árbitro(s): Ángel Arteaga Transmisión: / TLT |

#### Mineros de Guayana   - Zamora F. C.
| 24 de mayo de 2019, 18:00 | Zamora F.C.              | 2:1 (1:0) | Mineros de Guayana | Estadio Agustín Tovar, Barinas                                         |                                                                        |
|                           | - Romero 23' - Paiva 87' | Reporte   | - 88' Camargo      | Asistencia: 3514 espectadores Árbitro(s): Juan Soto Transmisión: / TLT | Asistencia: 3514 espectadores Árbitro(s): Juan Soto Transmisión: / TLT |

| 1 de junio de 2019, 16:00 | Mineros de Guayana   | 1:0 (0:0) (Global 2:2) | Zamora F.C. | Estadio CTE Cachamay, Ciudad Guayana                                           |                                                                                |
|                           | - Richard Blanco 80' | Reporte                |             | Asistencia: 813 espectadores Árbitro(s): Orlando Bracamonte Transmisión: / TLT | Asistencia: 813 espectadores Árbitro(s): Orlando Bracamonte Transmisión: / TLT |

### Semifinales

#### Carabobo F. C. - Estudiantes de Mérida
| 9 de junio de 2019, 19:00 | Estudiantes de Mérida | 0:1 (0:0) | Carabobo F.C. | Estadio Metropolitano, Mérida                                               |                                                                             |
|                           |                       | Reporte   | - 67' Ocanto  | Asistencia: 17 809 espectadores Árbitro(s): Ramón Ortega Transmisión: / TLT | Asistencia: 17 809 espectadores Árbitro(s): Ramón Ortega Transmisión: / TLT |

| 16 de junio de 2019, 17:30 | Carabobo F.C.  | 1:2 (0:1) (Global 2:2) | Estudiantes de Mérida                | Estadio Metropolitano de Lara, Cabudare                                        |                                                                                |
|                            | - González 82' | Reporte                | - 22' Jesús Gómez - 77' Del Castillo | Asistencia: 646 espectadores Árbitro(s): Orlando Bracamonte Transmisión: / TLT | Asistencia: 646 espectadores Árbitro(s): Orlando Bracamonte Transmisión: / TLT |

#### Mineros de Guayana - Zulia F. C.
| 9 de junio de 2019, 16:30 | Zulia F.C. | 0:0     | Mineros de Guayana | Estadio José Encarnación Romero, Maracaibo                                     |                                                                                |
|                           |            | Reporte |                    | Asistencia: 10 373 espectadores Árbitro(s): Emikar Calderas Transmisión: / TLT | Asistencia: 10 373 espectadores Árbitro(s): Emikar Calderas Transmisión: / TLT |

| 15 de junio de 2019, 12:00 | Mineros de Guayana                                 | 0:0 (4:3 p.)(Global 0:0)   | Zulia F.C.                                            | Estadio CTE Cachamay, Ciudad Guayana                                   |                                                                        |
|                            |                                                    | Reporte                    |                                                       | Asistencia: 1112 espectadores Árbitro(s): Juan Soto Transmisión: / TLT | Asistencia: 1112 espectadores Árbitro(s): Juan Soto Transmisión: / TLT |
|                            |                                                    | Tiros desde el punto penal |                                                       |                                                                        |                                                                        |
|                            | - Blanco - Rivero - Marrufo - N. Hernández - Gómez |                            | - E. Hernández - Moya - Martínez - Paredes - Casquete |                                                                        |                                                                        |

### Final

#### Ida
| 1     | Guardameta     | Alejandro Araque |     |
| 24    | Defensa        | Ronaldo Rivas    | 85' |
| 5     | Defensa        | William Díaz     |     |
| 6     | Defensa        | Oscar Sainz      |     |
| 3     | Defensa        | Daniel Linarez   |     |
| 10    | Centrocampista | Jesús Gómez      |     |
| 15    | Centrocampista | Christian Rivas  |     |
| 8     | Centrocampista | Yorwin Lobo      | 62' |
| 17    | Delantero      | Christian Flores |     |
| 9     | Delantero      | Luz Rodríguez    |     |
| 21    | Delantero      | Wilson Mena      | 75' |
| D. T. | D. T.          | Martín Brignani  |     |

| 55    | Guardameta     | Luis Romero        |     |
| 18    | Defensa        | Nelson Hernández   |     |
| 14    | Defensa        | José Marrufo       |     |
| 4     | Defensa        | Carlos Rivero      |     |
| 30    | Defensa        | José Granados      |     |
| 15    | Centrocampista | Livingstone Adjin  |     |
| 19    | Centrocampista | Francisco Pol      | 86' |
| 29    | Centrocampista | Michael Covea      | 75' |
| 27    | Delantero      | Wilson Cuero       | 72' |
| 9     | Delantero      | Richard Blanco     |     |
| 20    | Delantero      | José Rondón        |     |
| D. T. | D. T.          | Horacio Matuszyczk |     |

| 11 | Delantero      | Andris Herrera | 62' |
| 16 | Delantero      | Luis Castillo  | 75' |
| 25 | Centrocampista | Adrián Valero  | 85' |

| 16 | Delantero      | Charlis Ortíz    | 72' |
| 6  | Centrocampista | Francisco Flores | 75' |
| 8  | Centrocampista | Edgar Jiménez    | 86' |

| 12' · 64' | Michael Covea Luis Romero |

| Principal  | Ángel Arteaga      |
| Asistentes | Migdalia Rodríguez |
|            | José Martínez      |
| Cuarto     | Edwing Gómez       |

|  |          |   |   |
|  | Penaltis | 0 | 0 |

| 1     | Guardameta     | Alejandro Araque |     |
| 24    | Defensa        | Ronaldo Rivas    | 85' |
| 5     | Defensa        | William Díaz     |     |
| 6     | Defensa        | Oscar Sainz      |     |
| 3     | Defensa        | Daniel Linarez   |     |
| 10    | Centrocampista | Jesús Gómez      |     |
| 15    | Centrocampista | Christian Rivas  |     |
| 8     | Centrocampista | Yorwin Lobo      | 62' |
| 17    | Delantero      | Christian Flores |     |
| 9     | Delantero      | Luz Rodríguez    |     |
| 21    | Delantero      | Wilson Mena      | 75' |
| D. T. | D. T.          | Martín Brignani  |     |

| 55    | Guardameta     | Luis Romero        |     |
| 18    | Defensa        | Nelson Hernández   |     |
| 14    | Defensa        | José Marrufo       |     |
| 4     | Defensa        | Carlos Rivero      |     |
| 30    | Defensa        | José Granados      |     |
| 15    | Centrocampista | Livingstone Adjin  |     |
| 19    | Centrocampista | Francisco Pol      | 86' |
| 29    | Centrocampista | Michael Covea      | 75' |
| 27    | Delantero      | Wilson Cuero       | 72' |
| 9     | Delantero      | Richard Blanco     |     |
| 20    | Delantero      | José Rondón        |     |
| D. T. | D. T.          | Horacio Matuszyczk |     |

| 11 | Delantero      | Andris Herrera | 62' |
| 16 | Delantero      | Luis Castillo  | 75' |
| 25 | Centrocampista | Adrián Valero  | 85' |

| 16 | Delantero      | Charlis Ortíz    | 72' |
| 6  | Centrocampista | Francisco Flores | 75' |
| 8  | Centrocampista | Edgar Jiménez    | 86' |

| 12' · 64' | Michael Covea Luis Romero |

| Principal  | Ángel Arteaga      |
| Asistentes | Migdalia Rodríguez |
|            | José Martínez      |
| Cuarto     | Edwing Gómez       |

|  |          |   |   |
|  | Penaltis | 0 | 0 |

| 1     | Guardameta     | Alejandro Araque |     |
| 24    | Defensa        | Ronaldo Rivas    | 85' |
| 5     | Defensa        | William Díaz     |     |
| 6     | Defensa        | Oscar Sainz      |     |
| 3     | Defensa        | Daniel Linarez   |     |
| 10    | Centrocampista | Jesús Gómez      |     |
| 15    | Centrocampista | Christian Rivas  |     |
| 8     | Centrocampista | Yorwin Lobo      | 62' |
| 17    | Delantero      | Christian Flores |     |
| 9     | Delantero      | Luz Rodríguez    |     |
| 21    | Delantero      | Wilson Mena      | 75' |
| D. T. | D. T.          | Martín Brignani  |     |

| 55    | Guardameta     | Luis Romero        |     |
| 18    | Defensa        | Nelson Hernández   |     |
| 14    | Defensa        | José Marrufo       |     |
| 4     | Defensa        | Carlos Rivero      |     |
| 30    | Defensa        | José Granados      |     |
| 15    | Centrocampista | Livingstone Adjin  |     |
| 19    | Centrocampista | Francisco Pol      | 86' |
| 29    | Centrocampista | Michael Covea      | 75' |
| 27    | Delantero      | Wilson Cuero       | 72' |
| 9     | Delantero      | Richard Blanco     |     |
| 20    | Delantero      | José Rondón        |     |
| D. T. | D. T.          | Horacio Matuszyczk |     |

| 11 | Delantero      | Andris Herrera | 62' |
| 16 | Delantero      | Luis Castillo  | 75' |
| 25 | Centrocampista | Adrián Valero  | 85' |

| 16 | Delantero      | Charlis Ortíz    | 72' |
| 6  | Centrocampista | Francisco Flores | 75' |
| 8  | Centrocampista | Edgar Jiménez    | 86' |

| 12' · 64' | Michael Covea Luis Romero |

| Principal  | Ángel Arteaga      |
| Asistentes | Migdalia Rodríguez |
|            | José Martínez      |
| Cuarto     | Edwing Gómez       |

|  |          |   |   |
|  | Penaltis | 0 | 0 |

| 1     | Guardameta     | Alejandro Araque |     |
| 24    | Defensa        | Ronaldo Rivas    | 85' |
| 5     | Defensa        | William Díaz     |     |
| 6     | Defensa        | Oscar Sainz      |     |
| 3     | Defensa        | Daniel Linarez   |     |
| 10    | Centrocampista | Jesús Gómez      |     |
| 15    | Centrocampista | Christian Rivas  |     |
| 8     | Centrocampista | Yorwin Lobo      | 62' |
| 17    | Delantero      | Christian Flores |     |
| 9     | Delantero      | Luz Rodríguez    |     |
| 21    | Delantero      | Wilson Mena      | 75' |
| D. T. | D. T.          | Martín Brignani  |     |

| 55    | Guardameta     | Luis Romero        |     |
| 18    | Defensa        | Nelson Hernández   |     |
| 14    | Defensa        | José Marrufo       |     |
| 4     | Defensa        | Carlos Rivero      |     |
| 30    | Defensa        | José Granados      |     |
| 15    | Centrocampista | Livingstone Adjin  |     |
| 19    | Centrocampista | Francisco Pol      | 86' |
| 29    | Centrocampista | Michael Covea      | 75' |
| 27    | Delantero      | Wilson Cuero       | 72' |
| 9     | Delantero      | Richard Blanco     |     |
| 20    | Delantero      | José Rondón        |     |
| D. T. | D. T.          | Horacio Matuszyczk |     |

| 11 | Delantero      | Andris Herrera | 62' |
| 16 | Delantero      | Luis Castillo  | 75' |
| 25 | Centrocampista | Adrián Valero  | 85' |

| 16 | Delantero      | Charlis Ortíz    | 72' |
| 6  | Centrocampista | Francisco Flores | 75' |
| 8  | Centrocampista | Edgar Jiménez    | 86' |

| 12' · 64' | Michael Covea Luis Romero |

| Principal  | Ángel Arteaga      |
| Asistentes | Migdalia Rodríguez |
|            | José Martínez      |
| Cuarto     | Edwing Gómez       |

|  |          |   |   |
|  | Penaltis | 0 | 0 |

#### Vuelta
| 55    | Guardameta     | Luis Romero        |     |
| 18    | Defensa        | Nelson Hernández   |     |
| 14    | Defensa        | José Marrufo       |     |
| 4     | Defensa        | Carlos Rivero      |     |
| 30    | Defensa        | José Granados      |     |
| 15    | Centrocampista | Livingstone Adjin  |     |
| 19    | Centrocampista | Francisco Pol      | 83' |
| 29    | Centrocampista | Michael Covea      | 67' |
| 11    | Centrocampista | Charlis Ortíz      | 74' |
| 26    | Centrocampista | Christian Gómez    |     |
| 9     | Delantero      | Richard Blanco     |     |
| D. T. | D. T.          | Horacio Matuszyczk |     |

| 1     | Guardameta     | Alejandro Araque     |     |
| 24    | Defensa        | Ronaldo Rivas        |     |
| 6     | Defensa        | Oscar Sainz          |     |
| 23    | Defensa        | Galileo Del Castillo |     |
| 3     | Defensa        | Daniel Linarez       |     |
| 10    | Centrocampista | Jesús Gómez          |     |
| 15    | Centrocampista | Christian Rivas      |     |
| 7     | Centrocampista | Jesús Meza           |     |
| 17    | Centrocampista | Christian Flores     |     |
| 9     | Delantero      | Luz Rodríguez        | 87' |
| 21    | Delantero      | Wilson Mena          | 75' |
| D. T. | D. T.          | Martín Brignani      |     |

| 7  | Centrocampista | Miguel Camargo | 67' |
| 99 | Delantero      | Wilson Cuero   | 74' |
| 10 | Centrocampista | Argenis Gómez  | 83' |

| 11 | Delantero | Andris Herrera | 75' |
| 20 | Delantero | José Manríquez | 87' |

| - | - | - |

| - | - | - |

| Fallo de penal · Fallo de penal · Fallo de penal · Fallo de penal | Richard Blanco José Marrufo Miguel Camargo Nelson Hernández | 0:0 0:1 |

| Fallo de penal · Acierto de penal · Fallo de penal · Acierto de penal | Jesús Gómez Christian Flores Jesús Meza José Manríquez | 0:0 0:1 0:2 |

| 45' · 48' | José Marrufo Livingstone Adjin |

| 33' · 78' | Christian Flores Ronaldo Rivas |

| Principal  | José Argote        |
| Asistentes | Lubin Torrealva    |
|            | Yodelvis González  |
| Cuarto     | Orlando Bracamonte |

| 55    | Guardameta     | Luis Romero        |     |
| 18    | Defensa        | Nelson Hernández   |     |
| 14    | Defensa        | José Marrufo       |     |
| 4     | Defensa        | Carlos Rivero      |     |
| 30    | Defensa        | José Granados      |     |
| 15    | Centrocampista | Livingstone Adjin  |     |
| 19    | Centrocampista | Francisco Pol      | 83' |
| 29    | Centrocampista | Michael Covea      | 67' |
| 11    | Centrocampista | Charlis Ortíz      | 74' |
| 26    | Centrocampista | Christian Gómez    |     |
| 9     | Delantero      | Richard Blanco     |     |
| D. T. | D. T.          | Horacio Matuszyczk |     |

| 1     | Guardameta     | Alejandro Araque     |     |
| 24    | Defensa        | Ronaldo Rivas        |     |
| 6     | Defensa        | Oscar Sainz          |     |
| 23    | Defensa        | Galileo Del Castillo |     |
| 3     | Defensa        | Daniel Linarez       |     |
| 10    | Centrocampista | Jesús Gómez          |     |
| 15    | Centrocampista | Christian Rivas      |     |
| 7     | Centrocampista | Jesús Meza           |     |
| 17    | Centrocampista | Christian Flores     |     |
| 9     | Delantero      | Luz Rodríguez        | 87' |
| 21    | Delantero      | Wilson Mena          | 75' |
| D. T. | D. T.          | Martín Brignani      |     |

| 7  | Centrocampista | Miguel Camargo | 67' |
| 99 | Delantero      | Wilson Cuero   | 74' |
| 10 | Centrocampista | Argenis Gómez  | 83' |

| 11 | Delantero | Andris Herrera | 75' |
| 20 | Delantero | José Manríquez | 87' |

| - | - | - |

| - | - | - |

| Fallo de penal · Fallo de penal · Fallo de penal · Fallo de penal | Richard Blanco José Marrufo Miguel Camargo Nelson Hernández | 0:0 0:1 |

| Fallo de penal · Acierto de penal · Fallo de penal · Acierto de penal | Jesús Gómez Christian Flores Jesús Meza José Manríquez | 0:0 0:1 0:2 |

| 45' · 48' | José Marrufo Livingstone Adjin |

| 33' · 78' | Christian Flores Ronaldo Rivas |

| Principal  | José Argote        |
| Asistentes | Lubin Torrealva    |
|            | Yodelvis González  |
| Cuarto     | Orlando Bracamonte |

| 55    | Guardameta     | Luis Romero        |     |
| 18    | Defensa        | Nelson Hernández   |     |
| 14    | Defensa        | José Marrufo       |     |
| 4     | Defensa        | Carlos Rivero      |     |
| 30    | Defensa        | José Granados      |     |
| 15    | Centrocampista | Livingstone Adjin  |     |
| 19    | Centrocampista | Francisco Pol      | 83' |
| 29    | Centrocampista | Michael Covea      | 67' |
| 11    | Centrocampista | Charlis Ortíz      | 74' |
| 26    | Centrocampista | Christian Gómez    |     |
| 9     | Delantero      | Richard Blanco     |     |
| D. T. | D. T.          | Horacio Matuszyczk |     |

| 1     | Guardameta     | Alejandro Araque     |     |
| 24    | Defensa        | Ronaldo Rivas        |     |
| 6     | Defensa        | Oscar Sainz          |     |
| 23    | Defensa        | Galileo Del Castillo |     |
| 3     | Defensa        | Daniel Linarez       |     |
| 10    | Centrocampista | Jesús Gómez          |     |
| 15    | Centrocampista | Christian Rivas      |     |
| 7     | Centrocampista | Jesús Meza           |     |
| 17    | Centrocampista | Christian Flores     |     |
| 9     | Delantero      | Luz Rodríguez        | 87' |
| 21    | Delantero      | Wilson Mena          | 75' |
| D. T. | D. T.          | Martín Brignani      |     |

| 7  | Centrocampista | Miguel Camargo | 67' |
| 99 | Delantero      | Wilson Cuero   | 74' |
| 10 | Centrocampista | Argenis Gómez  | 83' |

| 11 | Delantero | Andris Herrera | 75' |
| 20 | Delantero | José Manríquez | 87' |

| - | - | - |

| - | - | - |

| Fallo de penal · Fallo de penal · Fallo de penal · Fallo de penal | Richard Blanco José Marrufo Miguel Camargo Nelson Hernández | 0:0 0:1 |

| Fallo de penal · Acierto de penal · Fallo de penal · Acierto de penal | Jesús Gómez Christian Flores Jesús Meza José Manríquez | 0:0 0:1 0:2 |

| 45' · 48' | José Marrufo Livingstone Adjin |

| 33' · 78' | Christian Flores Ronaldo Rivas |

| Principal  | José Argote        |
| Asistentes | Lubin Torrealva    |
|            | Yodelvis González  |
| Cuarto     | Orlando Bracamonte |

| 55    | Guardameta     | Luis Romero        |     |
| 18    | Defensa        | Nelson Hernández   |     |
| 14    | Defensa        | José Marrufo       |     |
| 4     | Defensa        | Carlos Rivero      |     |
| 30    | Defensa        | José Granados      |     |
| 15    | Centrocampista | Livingstone Adjin  |     |
| 19    | Centrocampista | Francisco Pol      | 83' |
| 29    | Centrocampista | Michael Covea      | 67' |
| 11    | Centrocampista | Charlis Ortíz      | 74' |
| 26    | Centrocampista | Christian Gómez    |     |
| 9     | Delantero      | Richard Blanco     |     |
| D. T. | D. T.          | Horacio Matuszyczk |     |

| 1     | Guardameta     | Alejandro Araque     |     |
| 24    | Defensa        | Ronaldo Rivas        |     |
| 6     | Defensa        | Oscar Sainz          |     |
| 23    | Defensa        | Galileo Del Castillo |     |
| 3     | Defensa        | Daniel Linarez       |     |
| 10    | Centrocampista | Jesús Gómez          |     |
| 15    | Centrocampista | Christian Rivas      |     |
| 7     | Centrocampista | Jesús Meza           |     |
| 17    | Centrocampista | Christian Flores     |     |
| 9     | Delantero      | Luz Rodríguez        | 87' |
| 21    | Delantero      | Wilson Mena          | 75' |
| D. T. | D. T.          | Martín Brignani      |     |

| 7  | Centrocampista | Miguel Camargo | 67' |
| 99 | Delantero      | Wilson Cuero   | 74' |
| 10 | Centrocampista | Argenis Gómez  | 83' |

| 11 | Delantero | Andris Herrera | 75' |
| 20 | Delantero | José Manríquez | 87' |

| - | - | - |

| - | - | - |

| Fallo de penal · Fallo de penal · Fallo de penal · Fallo de penal | Richard Blanco José Marrufo Miguel Camargo Nelson Hernández | 0:0 0:1 |

| Fallo de penal · Acierto de penal · Fallo de penal · Acierto de penal | Jesús Gómez Christian Flores Jesús Meza José Manríquez | 0:0 0:1 0:2 |

| 45' · 48' | José Marrufo Livingstone Adjin |

| 33' · 78' | Christian Flores Ronaldo Rivas |

| Principal  | José Argote        |
| Asistentes | Lubin Torrealva    |
|            | Yodelvis González  |
| Cuarto     | Orlando Bracamonte |

| Campeón Estudiantes de Mérida 2.° título |

## Estadísticas

### Goleadores
| 1                                                                                         | Edder Farías   | Atlético Venezuela C.F. | 17 | 19 | 11 | 4 | 0 | 2 |
| 2                                                                                         | Armando Maita  | A.C. Lala F.C.          | 10 | 18 | 6  | 0 | 0 | 4 |
| 3                                                                                         | Richard Blanco | Mineros de Guayana      | 9  | 16 | 6  | 1 | 0 | 2 |
| 3                                                                                         | Luis Annese    | Llaneros de Guanare     | 9  | 16 | 8  | 1 | 0 | 0 |
| 3                                                                                         | Luis Cabezas   | Deportivo La Guaira     | 9  | 16 | 7  | 1 | 0 | 1 |
| 3                                                                                         | Aquiles Ocanto | Carabobo F.C.           | 9  | 18 | 5  | 0 | 1 | 3 |
| 7                                                                                         | Richard Celis  | Caracas F.C.            | 8  | 17 | 6  | 1 | 0 | 1 |
| 7                                                                                         | Brayan Moya    | Zulia F.C.              | 8  | 16 | 7  | 0 | 0 | 1 |
| 8                                                                                         | José Balza     | Deportivo La Guaira     | 7  | 17 | 5  | 2 | 0 | 0 |
| 8                                                                                         | Armando Araque | Estudiantes de Caracas  | 7  | 17 | 5  | 1 | 0 | 1 |
| 8                                                                                         | José Rivas     | Trujillanos F.C.        | 7  | 18 | 6  | 0 | 0 | 1 |
| 11                                                                                        | Pablo Soda     | Monagas S.C.            | 6  | 13 | 5  | 0 | 0 | 1 |
| 11                                                                                        | Ronaldo Chacón | Academia Puerto Cabello | 6  | 16 | 6  | 0 | 0 | 0 |
| 11                                                                                        | Lucas Gómez    | Deportivo Táchira       | 6  | 16 | 5  | 1 | 0 | 0 |
| 11                                                                                        | Luis Guerra    | Carabobo F.C.           | 6  | 19 | 6  | 0 | 0 | 0 |
| Última actualización: 19 de mayo de 2019. Fuente: Liga Futve - Mis Marcadores - soccerway |                |                         |    |    |    |   |   |   |

### Asistencias
| 1                                                            | Marlon Fernández   | Atlético Venezuela C.F. | 8 | 18 | 0.44 |
| 2                                                            | Edgar Pérez        | Deportivo Táchira       | 7 | 18 | 0.39 |
| 3                                                            | Aquiles Ocanto     | Carabobo F.C.           | 6 | 18 | 0.33 |
| 3                                                            | José Páez          | Carabobo F.C.           | 6 | 18 | 0.33 |
| 5                                                            | Pablo Bonilla      | Portuguesa F.C.         | 4 | 13 | 0.31 |
| 5                                                            | Arquímedes Figuera | Deportivo la Guaira     | 4 | 13 | 0.31 |
| 5                                                            | Pedro Ramírez      | Zamora F.C.             | 4 | 14 | 0.29 |
| 5                                                            | Joynner Rivera     | Estudiantes de Caracas  | 4 | 15 | 0.27 |
| 5                                                            | Kuki Martins       | Caracas F.C.            | 4 | 15 | 0.27 |
| 5                                                            | Yonaiker Reyes     | Llaneros de Guanare     | 4 | 16 | 0.25 |
| 5                                                            | Argenis Gómez      | Mineros de Guayana      | 4 | 18 | 0.22 |
| 5                                                            | Luis Guerra        | Carabobo F.C.           | 4 | 19 | 0.21 |
| Última actualización: 19 de mayo de 2019. Fuente: Liga FutVe |                    |                         |   |    |      |